# Pierre Alexis Ronarc'h

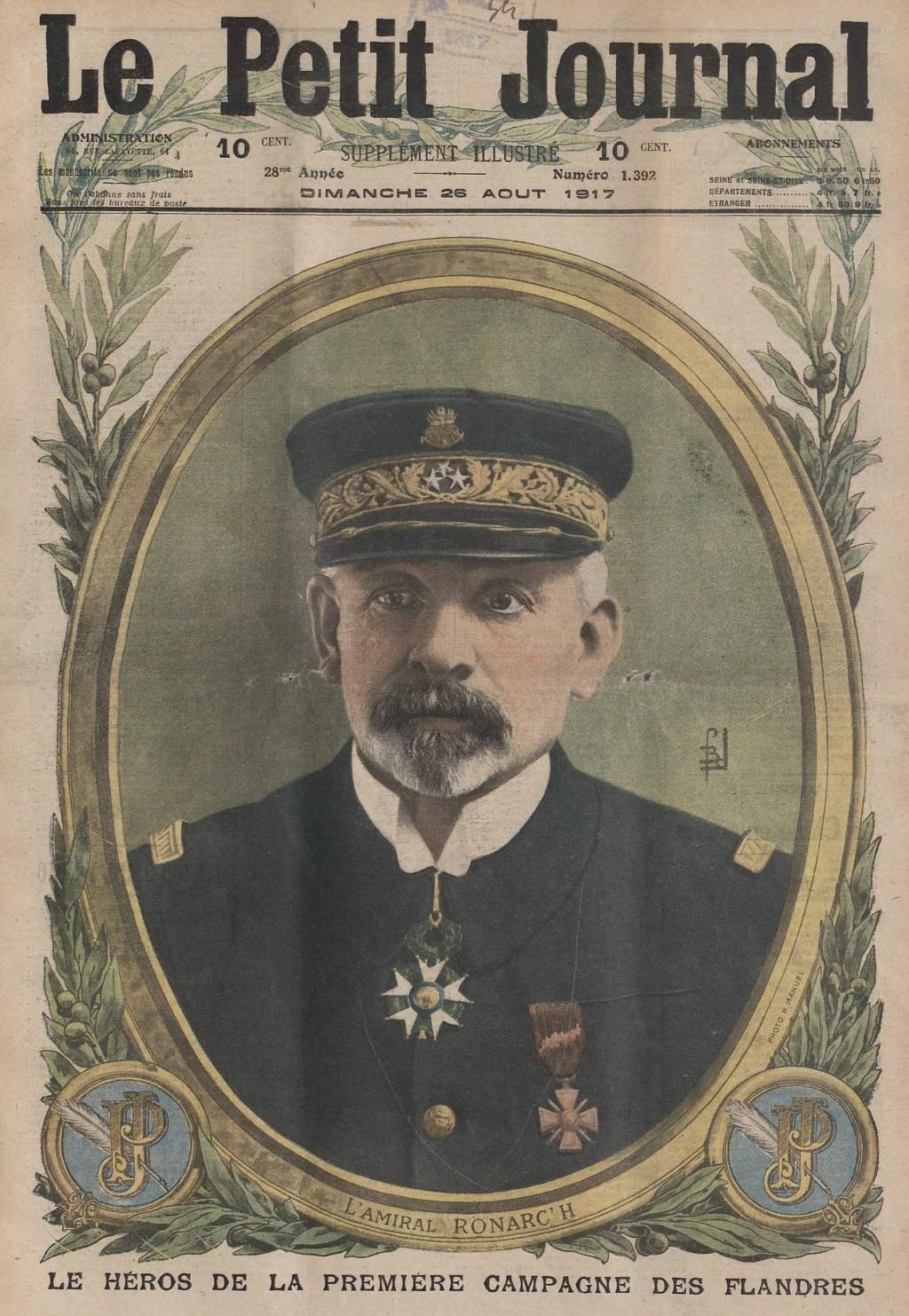
Portret van admiraal Ronarc'h in 1917

Pierre-Alexis Ronarc'h (Quimper, 22 november 1865 – Parijs, 1 april 1940) was een Franse admiraal. Hij was commandeur van de Marinefuseliers (Brigade des fusiliers marins), die het Belgische leger bijstonden in de Slag om de IJzer tijdens de Eerste Wereldoorlog.

## De slag om Diksmuide
Tijdens de Slag aan de IJzer (oktober-november 1914) had het Belgische leger zich opgesteld aan de IJzer en de Ieperlee, van de zee tot aan Boezinge. De Belgische getalsterkte bedroeg zowat 75.000 manschappen, waaronder 52.000 infanteristen en 5.000 cavaleristen. Deze manschappen werden in Diksmuide bijgestaan door 6.500 Franse fusiliers marins onder het bevel van admiraal Pierre Ronarc’h. Van 16 oktober tot 14 november 1914 bleven zij in hun stelling tot de geallieerde troepen zich achter de IJzer hadden teruggetrokken en hun stellingen hadden ingenomen. Met de verdediging van de stad Diksmuide verloren de Franse marinefuseliers circa 3.000 mannen waarvan 510 gesneuvelden, 1.934 gewonden en 698 krijgsgevangenen.
Op 15 november was het Duits offensief definitief gestopt.

## 1916–1919
Tussen 1916 en 1919 werd Ronarc'h aangesteld door generaal Foch als enige oppercommandant van de marine voor de "zone des Armées du Nord" (ZAN). Zijn taak was de transportverbinding met Groot-Brittannië te vrijwaren van de Duitse U-boten